# La Petite Rivière (Rivière Saint-Maurice)
Der La Petite Rivière (französisch für „der kleine Fluss“) ist ein kleiner linker Nebenfluss des Rivière Saint-Maurice im Gemeindegebiet von Trois-Rives in der regionalen Grafschaftsgemeinde (MRC) Mékinac der Verwaltungsregion Mauricie in der kanadischen Provinz Québec verläuft.

## Flusslauf
Der Fluss fließt durch ein kleines, enges und wildes Tal, das sich allmählich vertieft, zum Fluss Saint-Maurice. Der Fluss ist normalerweise zwischen Mitte Dezember bis Mitte März zugefroren. Der Weg Lac–Dargis führt am Südufer der beiden Seen Dawson und Dickey entlang, um dann dem Nordufer des «La Petite Rivière» zu folgen. die beiden Seen sind durch eine Halbinsel mit einer Länge von einem Kilometer und einer Breite von 0,4 bis 0,5 km getrennt. Die wirtschaftliche Bedeutung des Gewässers liegt in der Forstwirtschaft. Die Gegend hat sich im Verlauf des 19. Jahrhunderts zu einem Naherholungsgebiet entwickelt.

## Geografie
Die Quelle von La Petite Rivière liegt an der Mündung des Lake Dawson (Länge: 2 km, Höhe: 300 m). Dieser See ist von Bergen umgeben, deren Gipfel auf der nordöstlichen Seite 379 m hoch ist. Ab der Mündung des Lake Dawson fließt La Petite Rivière 8,3 km durch folgende Abschnitte:
- 0,2 km nach Nordwesten bis zum südwestlichen Ufer des Lake Dickey
- 2,2 km nach Nordwesten, wobei er den Lake Dickey (Höhe: 300 m) auf seiner gesamten Länge durchläuft bis zur Staumauer
- 3,6 km nach Westen bis zum Ausgang (von Nordosten) einer Reihe von vier Seen, einschließlich des Lake Lamonte
- 2,3 km nach Südosten bis zur Mündung, wobei er einen Haken schlägt nach Süden um die Straße 155 zu queren[1]

La Petite Rivière fließt am Ostufer, gegenüber dem La-Mauricie-Nationalpark, in den Rivière Saint-Maurice. Die Mündung liegt
- 1,2 km flussabwärts der  Île aux Noix gegenüber dem Weiler Grande-Anse
- 6,5 km flussabwärts der Mündung der Rivière Grosbois
- 17 km flussaufwärts der Mündung Rivière du Caribou

## Toponymie
Der Landvermesser, J. Barnard, schrieb in seinem Bericht vom 19. August 1874: «La petite rivière Batiscan, par où se déchargent les lacs Dickay et Dawson, offrent des pouvoirs d'eau magnifiques.» Heute heißt der Fluss Batiscan La Petite Rivière. In der Vergangenheit waren der Fluss sicher die Verbindung zwischen den Seen Dawson und Dickey.
Das Toponym „La Petite Rivière“ wurde am 5. Dezember 1968 von der Commission de toponymie du Québec offiziell anerkannt.

## Zitate
1. ↑  „Der kleine Fluss Batiscan, durch den die Seen Dickay und Dawson abfließen, bietet großartige Wasserkräfte.“